# Телевидение в Венесуэле
Телевидение – одно из основных средств массовой информации Венесуэлы. 
С периода президентства Уго Чавеса государство контролирует большую часть телевизионного спектра, как частного, так и государственного. Это создает серьезные ограничения на свободу выражения мнений немногих существующих частных СМИ.

## История

### 1952–1979
Телевидение в Венесуэле было создано 22 ноября 1952 года, когда президент Перес Хименес открыл Национальное телевидение (TVN) на радиочастоте «Канала 5». 1 января 1953 года оно было введено в эксплуатацию.
В 1953 году для коммерческих целей были открыты два частных канала: «TeleVisa» – не связанный с нынешней мексиканской сетью – 1 июня на «Канале 4» диапазона VHF и 15 ноября Radio Caracas Televisión (RCTV) на 174-180 МГц. Впоследствии эта последняя компания потребовала перехода с «Канала 7» на «Канал 2» диапазона VHF, чтобы улучшить покрытие в Каракасе.
Первыми региональными каналами, которые начали работать, были «Ondas del Lago TV» и «Radio Valencia Televisión» (позже известное как «TeleTrece») в 1956, 1957 и 1958 годах соответственно, хотя они продержались в эфире несколько лет.
В 1960 году TeleVisa пережила тяжелый кризис, объявила о банкротстве и 30 июня того же года закрылась. Этот канал был восстановлен усилиями государства через Венесуэльскую корпорацию развития (Corporación Venezolana de Foment) как крупнейшего кредитора, затем он приобретен бизнесменом Диего Сиснеросом и с 1 марта 1961 года меняет название на «Venevision».
1 августа 1964 года был создан четвертый канал с национальным покрытием, «Cadena Venezolana de Televisión» (VTV), который 10 лет спустя был приобретен государством, и, таким образом, оставаясь в Венесуэле двумя частными национальными каналами (RCTV и Venevisión) и двумя общественными каналами (TVN и VTV).
Первая цветная трансляция состоялась в 1969 году, но цветные программы были впервые показаны в Венесуэле на «Radio Caracas Televisión» это в 1972 году. В 1974 году правительство Карлоса Андреса Переса решило запретить любую цветную передачу, но полихроматические технические установки начали работать в 1975 году, а затем президент Луис Кампинс 1 декабря 1979 года издал указ о создании цветного телевидения, который вступил в силу окончательно 1 июня 1980 года.

### 1979–1998
В 1979 году родился «Teleboconó», первый телеканал венесуэльской общины, расположенный в штате Трухильо. Региональные телеканалы, созданные в 1950-х годах, до присоединения к сетям, базирующимся в Каракасе, прожили эфемерную жизнь как независимые, и до 1982 года не было больше никаких уступок региональным каналам, когда «Телевидение Андина де Мерида» начала коммерческую деятельность. Годы спустя «Amavisión», а за ними с конца 80-х гг. последует еще одно большое количество телевизионных станций, в том числе «Telecaribe», «Televisora Regional del Táchira», «CMT» и «Niños Cantores Televisión» (ныне «Channel Once»), открывшиеся 31 января 1987 года.
В 1986 году было разрешено создание компаний, занимающихся ретрансляцией иностранного телевидения с помощью параболических антенн для приема спутниковых сигналов. В то же время, в августе 1988 года была основана «Omnivisión», первый телевизионный канал по подписке для ретрансляции с использованием радиоэлектрического спектра и через систему MMDS (многоканальная многоточечная система распределения).
В 1992 году была открыта компания «Televisora de Oriente» (TVO) в Пуэрто-ла-Крус, штат Ансоатеги, а в 1994 году – «Televiza» в Маракайбо, штат Сулия. В 1995 году компания «Promar TV» начала работать в Баркисимето, штат Лара.
Пятый телеканал с национальным покрытием, «Televen», который появился на свет в 1988 году, участвовал в коммерческой конкуренции со станциями «RCTV» и «Venevisión». «Televen» был первым каналом в Венесуэле, вещающим 24 часа в сутки, сначала по выходным, а затем и каждый день.
С 1976 по 1998 год в Венесуэле было только два национальных телеканала, но, учитывая их плохое финансирование, сигнал «TVN» с 1992 по 1998 год передавался совместно с сигналом «VTV».
Аналогичным образом в 90-е годы появились специализированные каналы, ориентированные на конкретную аудиторию: «Globovisión» (основан 1 декабря 1994 года) – как новостной канал; «Bravo TV» (основан 22 марта 1995 г., позже переименован в «Puma TV»), посвященный музыкальным клипам; «Meridiano Televisión» (основан 5 декабря 1997 г.) – как спортивный канал.
В 1998 году были созданы два канала, которые заменили другие; «Marte TV», которая ранее была продюсерской компанией, основана 29 сентября как развлекательный канал, заменив «Omnivisión», которая подверглась принудительной экспроприации; и «Vale TV», основанная 4 декабря 1998 года, посвященная науке и культуре, чей сигнал занимает место в сигнале TVN, которое окончательно прекратило вещание в том же году.

### 1998–2007
Шестым телеканалом с общенациональным покрытием стал «La Tele» (ранее «Marte TV»), появившийся 1 декабря 2002 года. В то время страна находилась в тяжелом положении; однако приверженность и воля акционеров, директоров, руководства и вспомогательного персонала канала позволили существующим на тот момент регулярным программам продолжать транслироваться по непрерывному 24-часовому графику.
С 1998 года в Венесуэле был один телеканал «VTV», а после 2002 года правительство решило запустить канал «ViVe» (2003), teleSUR (2005) (ранее «CMT»), «TVES» (2007) (сигнал, который до этого года был занят «RCTV») и Национальную телевизионную ассамблею в дополнение к поддержке и финансированию сети общественных каналов, а также «Ávila Televisión», принадлежащей столичной мэрии Каракаса. Американские политики отмечают, что TeleSUR – это инструмент пропаганды Боливарианской революции .
В 2001 году президент Уго Чавес преобразовал «Aló Presidente» из радиопрограммы в импровизированную телевизионную программу в прямом эфире. Программа транслировалась каждое воскресенье, и в ней Чавес (одетый в красное, цвета революции) был харизматичным лидером, страстно озабоченным благополучием своей страны. Многие венесуэльцы настроились на эту программу, потому что Чавес каждые выходные публиковал в своей программе новые пакеты финансовой помощи. С 1999 по 2009 год президент Чавес проводил на телевидении в среднем 40 часов в неделю.

#### Закрытие RCTV
В 2005 году новый Закон о социальной ответственности изменил уголовный кодекс, чтобы упростить механизмы подачи исков о диффамации в СМИ, что привело к сокращению программ интервью с политиками и усилению самоцензуры в прессе (Закон о социальной ответственности 2005 года).
В мае 2007 года лицензия RCTV, выданная на 20 лет, не была продлена ; «RCTV» продолжало вещание через спутник и кабель как «RCTV Internacional»  . После прекращения вещания «RCTV» был заменен общественным каналом «Televisora Venezolana Social». По данным правительства Уго Чавеса, RCTV косвенно участвовало в попытке государственного переворота 2002 года.
В 2012 году «Human Rights Watch» обвинила правительство Чавеса в «злоупотреблении контролем над частотами радиовещания с целью наказания радио- и телеканалов, в программах которых явно критикуют правительство». В соответствии с законодательством HRW правительство поощряет самоцензуру в СМИ, используя пропаганду, Чавес постоянно озвучивал свои успехи по телевидению, что впоследствии привело к широкой народной поддержке.

### 2007–2020
В 2007 году был основан туристический канал Sun Channel, а также новостной канал под эгидой венесуэльской англоязычной газеты The Daily Journal, который закрылся в середине 2008 года. А 5 октября 2007 года канал «Canal de Noticias» стал новостным и эстрадным каналом с общенациональным покрытием, получившим название «Canal i». В 2012 году Globovisión заплатил штраф в размере $2,1 миллиона, наложенный государственным регулятором СМИ (National Commission of Telecommunications, Conatel), за предполагаемое нарушение закона против «пропаганды ненависти и нетерпимости по политическим мотивам» при освещении беспорядков в тюрьме.
30 сентября 2014 г. было сообщено, что La Tele продолжит передачу до конца 2014 г., а к 1 января 2015 г. начался открытый сигнал, который все еще был доступен в некоторых городах в тот же период. Через месяц здание штаб-квартиры канала перешло в руки общественного канала TVes, где разместилась его новая штаб-квартира, поскольку до этого времени вещание осуществлялось из студий Venezolana de Televisión.